# Joeri Sedych
Joeri Georgijevitsj Sedych (Oekraïens: Юрій Георгійович Сєдих, Russisch: Ю́рий Гео́ргиевич Седы́х) (Novotsjerkassk, 11 juni 1955 – Parijs, 14 september 2021) was een Oekraïens kogelslingeraar, die uitkwam voor de Sovjet-Unie. Hij verbeterde zesmaal het wereldrecord kogelslingeren, waarbij zijn laatste record nog altijd staat. Hij was aangesloten bij de Moskva SA en studeerde aan het Kiev Instituut 'Physical Culture'.

## Loopbaan
Op de Europese kampioenschappen van 1986 in Stuttgart bracht Sedych het wereldrecord naar 86,74 m, na een historische strijd met zijn landgenoot Sergej Litvinov, die in die wedstrijd 85,74 wierp.
Hij werd gecoacht door voormalig olympisch kampioen Anatoli Bondartsjoek. Sedych werd olympisch kampioen in 1976 en 1980. Door de boycot van de Sovjet-Unie van de Spelen van 1984 in Los Angeles kwam hij daar niet in actie. In 1988 won hij zilver. Hij werd tweede op de wereldkampioenschappen in 1983 en Europees kampioen in 1978, 1982 en 1986. Sedych wisselde topjaren af met mindere periodes, maar piekte meestal in de jaren van Europese kampioenschappen of Olympische Spelen.
Joeri Sedych was gehuwd met Ljoedmila Kondratjeva, die in 1980 olympisch goud won op de 100 m. Zij hebben een dochter, Oksana Kondratjeva, ook een zeer verdienstelijk kogelslingeraarster, met een persoonlijk record van 77,13. Later huwde hij de voormalige Sovjet-atlete Natalja Lisovskaja, die op de Olympische Spelen in 1988 goud won bij het kogelstoten. Met haar heeft hij ook een dochter, Alexia Sedych, die eveneens aan kogelslingeren doet.
In 2013 werd Sedych opgenomen in de IAAF Hall of Fame. 
Sedych overleed op 66-jarige leeftijd.

## Titels
- Olympisch kampioen kogelslingeren - 1976, 1980, 1988
- Wereldkampioen kogelslingeren - 1991
- Europees kampioen kogelslingeren - 1978, 1982, 1986
- Europees kampioen junioren kogelslingeren - 1973
- Sovjet-kampioen kogelslingeren - 1976, 1978, 1980

## Persoonlijk record
| Onderdeel      | Prestatie    | Datum            | Plaats    |
| -------------- | ------------ | ---------------- | --------- |
| kogelslingeren | 86,74 m (WR) | 30 augustus 1986 | Stuttgart |

## Wereldrecords
| Afstand | Datum            | Plaats    |
| ------- | ---------------- | --------- |
| 86,74 m | 30 augustus 1986 | Stuttgart |
| 86,66 m | 22 juni 1986     | Tallinn   |
| 86,34 m | 3 juli 1984      | Cork      |
| 81,80 m | 31 juli 1980     | Moskou    |
| 80,64 m | 16 mei 1980      | Leselidze |
| 80,38 m | 16 mei 1980      | Leselidze |

Hij verbeterde in 1973 en 1974 het wereldjuniorenrecord.

## Palmares

### kogelslingeren
- 1973:  EK U20 - 67,32 m
- 1975:  Universiade - 71,32 m
- 1976:  Sovjet-kamp. - 78,50 m
- 1976:  OS - 77,52 m
- 1977:  Europese beker - 73,60 m
- 1977:  Universiade - 72,42 m
- 1978:  Sovjet-kamp. - 77,00 m
- 1978:  EK - 77,28 m
- 1979:  Universiade - 75,54 m
- 1980:  Sovjet-kamp. - 80,84 m
- 1980:  OS - 81,80 m
- 1981:  Europese beker - 77,68 m
- 1981:  Wereldbeker - 77,42 m
- 1982:  EK - 81,66 m
- 1983:  WK - 80,94 m
- 1984:  Vriendschapsspelen - 85,60 m
- 1986:  EK - 86,74 m
- 1986:  Goodwill Games - 84,72 m
- 1986:  IAAF Grand Prix - 81,98 m
- 1988:  OS - 83,76 m
- 1990:  IAAF Grand Prix - 80,26 m
- 1991:  WK - 81,70 m
- 1994:  Goodwill Games - 77,24 m

## Onderscheidingen
- IAAF Hall of Fame - 2013

1900: John Flanagan ·
1904: John Flanagan ·
1908: John Flanagan ·
1912: Matt McGrath ·
1920: Patrick Ryan ·
1924: Fred Tootell ·
1928: Pat O'Callaghan ·
1932: Pat O'Callaghan ·
1936: Karl Hein ·
1948: Imre Németh ·
1952: József Csermák ·
1956: Harold Connolly ·
1960: Vasili Roedenkov ·
1964: Romuald Klim ·
1968: Gyula Zsivótzky ·
1972: Anatoli Bondartsjoek ·
1976: Joeri Sedych ·
1980: Joeri Sedych ·
1984: Juha Tiainen ·
1988: Sergej Litvinov ·
1992: Andrej Abdoevalijev ·
1996: Balázs Kiss ·
2000: Szymon Ziółkowski ·
2004: Koji Murofushi ·
2008: Primož Kozmus ·
2012: Krisztián Pars ·
2016: Dilsjod Nazarov ·
2020: Wojciech Nowicki ·
2024: Ethan Katzberg
1983 Sergej Litvinov · 
1987 Sergej Litvinov · 
1991 Joeri Sedych · 
1993 Andrej Abduvalijev · 
1995 Andrej Abduvalijev · 
1997 Heinz Weis · 
1999 Karsten Kobs · 
2001 Szymon Ziółkowski · 
2003 Ivan Tsichan · 
2005 Ivan Tsichan ·
2007 Ivan Tsichan ·
2009 Primož Kozmus ·
2011 Koji Murofushi ·
2013 Paweł Fajdek ·
2015 Paweł Fajdek ·
2017 Paweł Fajdek ·
2019 Paweł Fajdek ·
2022 Paweł Fajdek ·
2023 Ethan Katzberg